# Період коливань
Перíод колива́нь — проміжок часу між двома послідовними максимальними відхиленнями фізичної системи від положення рівноваги.

Анімація діаграми гармонічних коливань із зростаючим у часі періодом коливань (T)

Період коливань позначається зазвичай великою літерою T.

## Загальні положення
Період коливань (T) дорівнює часу поділеному на кількість коливань:
{\displaystyle T={\frac {t}{N}}.}
Період коливань (T) є обернено пропорційною до частоти:
{\displaystyle T={\frac {1}{\nu }},\ \ \ \nu ={\frac {1}{T}}.}
Для хвильових процесів період пов'язаний з довжиною хвилі {\displaystyle \lambda }
{\displaystyle v=\lambda \nu ,\ \ \ T={\frac {\lambda }{v}},}
де {\displaystyle v} — швидкість поширення хвилі.
Коливання можуть бути періодичними як у лінійних, так і в нелінійних системах. Періодичні коливання в лінійних системах називаються гармонічними. Характерною особливістю гармонічних коливань є те, що в них період не залежить від амплітуди коливань. У загальному випадку періодичних, але нелінійних коливань період залежить від амплітуди.
Періоди деяких коливних процесів покладено в основу вимірювання часу.

## Періоди коливань найпростіших фізичних систем

### Пружинний маятник
Період коливань пружинного маятника можна обчислити за формулою:
{\displaystyle T=2\pi {\sqrt {\frac {m}{k}}}},
де {\displaystyle m} — маса вантажу, {\displaystyle k} — жорсткість пружини.

### Математичний маятник
Період малих коливань математичного маятника:
{\displaystyle T=2\pi {\sqrt {\frac {l}{g}}}},
де {\displaystyle l} — довжина підвісу, {\displaystyle g} — прискорення вільного падіння.

### Фізичний маятник
Період малих коливань фізичного маятника:
{\displaystyle T=2\pi {\sqrt {\frac {J}{mgl}}}},
де {\displaystyle J} — момент інерції маятника відносно осі обертання, {\displaystyle m} — маса маятника, {\displaystyle l} — відстань від обертання до центра мас.

### Крутильний маятник
Період коливань крутильного маятника:
{\displaystyle T=2\pi {\sqrt {\frac {I}{K}}}},
де {\displaystyle I} — момент інерції маятника відносно осі кручення, а {\displaystyle K} — крутильний коефіцієнт жорсткості маятника.

### Електричний коливальний (LC) контур
Період коливань електричного коливального контуру (формула Томсона):
{\displaystyle T=2\pi {\sqrt {LC}}},
де {\displaystyle L} — індуктивність котушки, {\displaystyle C} — ємність конденсатора.
Цю формулу отримав у 1853 році англійський фізик Вільям Томсон.